# Hirano Hakuhō
Pour les articles homonymes, voir Hirano.
Hirano Hakuhō (平野 白峰), né en 1879 près de Kyoto et mort en 1957, est un peintre et dessinateur d'estampes japonais du mouvement shin-hanga, connu pour ses représentations de belles femmes (bijin-ga).
Shōzaburō Watanabe a publié dans les années 1930 des impressions de quelques-uns de ses dessins, pour la plupart des représentations de femmes, nues ou en kimono, souvent à leur toilette.